# Mise à l'épreuve (Prison Break)
Pour les articles homonymes, voir Mise à l'épreuve.
Mise à l'épreuve est le troisième épisode du feuilleton télévisé Prison Break.

## Informations complémentaires

### Chronologie
- Les évènements de cet épisode surviennent les 14, 15, 16 et 17 avril.

### Culture
- Après le refus de Sucre de se joindre au plan, Michael dit à son frère : « Lincoln, we have a problem. » (« Lincoln, nous avons un problème. »). C'est un clin d'œil à la célèbre réplique du film Apollo 13.

- Lorsque John Abruzzi dit: « Maybe the Beatles were right after all – maybe all you need is love. » (« Peut-être que les Beatles avaient raison après tout. Peut-être que tout ce dont on a besoin, c'est de l'amour. »), il fait référence à une célèbre chanson des Beatles datant de 1967: All You Need Is Love.

### Erreurs
- Le diplôme encadré que l'on aperçoit dans le bureau de Veronica Donovan n'est pas correct. Les couleurs de l'université Baylor sont vert et or[1] et non bleu.

- L'épisode démarre au moment où l'épisode 2 s'est terminé, quand Michael est ramené à l'infirmerie qu'il venait de quitter quelques instants plus tôt mais Sara Tancredi ne porte plus le même pull.

### Divers
- Le titre original de l'épisode a un double sens. Il fait référence au test que fait passer Michael à son compagnon de cellule (cellmate en anglais) et au fait que le test utilise un téléphone portable (cellphone en anglais). Il était également noté sur un post-it sur le mur où Michael avait scotché tous les éléments nécessaires à son plan.

- Robert Knepper et Paul Adelstein les deux acteurs qui jouent respectivement T-Bag et l'agent Kellerman passent dans le casting régulier dans cet épisode.

- L'équipe d'évasion comprend pour le moment 3 membres, à savoir Michael, Lincoln et Abruzzi depuis peu. Sucre, quant à lui refuse de s'évader.